# Skusella pallidipes
Skusella pallidipes är en tvåvingeart som först beskrevs av Jean-Jacques Kieffer 1921.  Skusella pallidipes ingår i släktet Skusella och familjen fjädermyggor. Inga underarter finns listade i Catalogue of Life.